# Венсан Пажо
Венсан Пажо (фр. Vincent Pajot, нар. 19 серпня 1990, Домон) — французький футболіст, півзахисник клубу «Анже».
Виступав, зокрема, за клуби «Ренн» та «Сент-Етьєн», а також молодіжну збірну Франції.

## Клубна кар'єра
Народився 19 серпня 1990 року в місті Домон. Вихованець футбольної школи «Ренн». Втім у дорослому футболі дебютував за команду клубу «Булонь», до якого був відданий в оренду у 2010. Провів у цій команді один сезон, взявши участь у 38 матчах чемпіонату. 
2011 року повернувся до «Ренна», де почав регулярно залучатися до основного складу. Відіграв за команду з Ренна наступні п'ять сезонів своєї ігрової кар'єри.
До складу клубу «Сент-Етьєн» перейшов 2015 року.

## Виступи за збірні
З 2009 року залучався до складу молодіжної збірної Франції. На молодіжному рівні зіграв у 17 офіційних матчах, забив 1 гол.